# Martin Geiger (Bischof)
Martin Geiger (* um 1602 in Hainburg an der Donau; † 3. Juli 1669 in Wien) war ein österreichischer katholischer Geistlicher und Weihbischof in Passau.

## Leben
Martin Geiger stammte aus Hainburg an der Donau in Niederösterreich (häufig verlesen als Hamburg). Er immatrikulierte sich am 14. April 1621 an der Wiener Universität und war bereits 1624 als Magister Artium in die Theologenmatrikel eingetragen. Am 1. August 1629 verteidigte er seine Thesen für das theologische Doktorat, legte am 16. August das Examen ab und wurde am 6. September zum Doktor der Theologie promoviert. Im selben Jahr in seine Geburtsstadt zurückgekehrt, erscheint er dort bis 1638 als Doktor der Theologie und Dekan. Wahrscheinlich in der zweiten Jahreshälfte 1638 wurde er als Stadtpfarrer in Linz installiert.
Am 26. Juni 1646 zum Offizial und Generalvikar des Bischofs von Passau für das Land unter der Enns bestellt, mit Dienstsitz im Passauer Hof bei der Kirche Maria Stiegen in Wien, versah er dieses Amt zwölf Jahre. Auf die Pfarre Linz resignierte er 1647 und übernahm wahrscheinlich 1648 die einträgliche Pfarre Tulln, in die 1645 die ebenfalls reiche Pfarre Abstetten inkorporiert worden war. Daneben war er Mitglied des Passauer Domkapitels und damit bischöflicher Rat, zugleich auch Domherr in Olmütz (eine Pfründe).
Am 6. Mai 1658 wurde er als Nachfolger des verstorbenen Ulrich Grappler zum Weihbischof für das Land unter der Enns ernannt und am 4. August 1658 zum Bischof von Lampsakos in Kleinasien geweiht (in Domo Professorum Societatis Jesu). Im Juni 1659 legte er sein Amt als Passauer Offizial zurück, vielleicht weil ihm die Doppelbelastung zu groß war. Von seinen Kirch- und Altarweihehandlungen sind bekannt die Weihe der Franziskanerkirche in Ybbs mit drei Altären, die der Kirche in Stockerau mit ihren Altären, 1662 die neu erbaute Kapuzinerkirche und das Kloster in Linz und 1668 die zur Kartause Mauerbach gehörende Wallfahrtskirche in Frauenhofen bei Tulln. Im selben Jahr weihte er den neuen Hochaltar seiner Pfarrkirche in Tulln. Hinsichtlich der Weihe der heiligen Öle gab es Konflikte mit dem Propst des Stiftes Klosterneuburg, die sich noch unter Geigers Nachfolger Jodok Höpffner fortsetzten. Immer wieder gab es Zuständigkeitsstreitigkeiten mit der Tullner Stadtverwaltung über die Instandsetzung von Kirchenbauten.
Martin Geiger starb am 3. Juli 1669 in seinem Haus auf dem Judenplatz in Wien und wurde seinem Wunsch gemäß in Tulln begraben. Seine Grabplatte ist heute in die Außenwand der Pfarrkirche eingemauert. Sein Bruder und Universalerbe Georg Geiger lebte später als Mitglied des Inneren Rats in Bruck an der Leitha. Geigers bischöfliche Insignien waren zum Teil aus der Passauer Domküsterei geliehen (Stab, Mitra) und wurden wenige Tage nach seinem Tod zurückgefordert. Für die Instandsetzung der Dreikönigskapelle auf dem Friedhof in Tulln hatte Geiger testamentarisch 300 Gulden vermacht, die auch dafür verwendet wurden (Fertigstellung 1671). Auch der Tullner Pfarrkirche hinterließ er 300 Gulden. 1000 Gulden gingen an die Provinz der Kapuziner. Sein Porträt im Bischofsornat hängt im Pfarrhof in Tulln.